# Leistungsbestimmungsrecht
Das Leistungsbestimmungsrecht ist ein Rechtsbegriff des deutschen Schuldrechts. Es bezeichnet das Recht, den genauen Leistungsinhalt für eine vertragliche Leistung zu bestimmen, die nicht bereits im Vertrag selbst festgelegt ist. Das Leistungsbestimmungsrecht kann einer der Vertragsparteien oder auch einem Dritten zustehen.
In einem Vertrag muss normalerweise die geschuldete Leistung bestimmt oder zumindest eindeutig bestimmbar sein (zum Beispiel: Kaufpreis ist der zum Zeitpunkt der Lieferung geltende Marktpreis). Ist das nicht der Fall, kann der Vertrag wegen Dissenses unwirksam sein. Möglich ist allerdings auch, dass im Vertrag einer Vertragspartei oder einem Dritten ausdrücklich oder stillschweigend das Recht eingeräumt wird, den Leistunginhalt zu bestimmen. Auf diese Weise ist es möglich, bereits vor Klärung aller Einzelheiten einen Vertrag zu schließen und notwendige Details erst später festzulegen.
Zur Wirksamkeit des Vertrags ist dann zumindest erforderlich, zu regeln, welcher Vertragspartei oder welchem Dritten das Leistungsbestimmungsrecht zustehen soll. Denkbar ist auch, die Ernennung des Dritten einer neutralen Stelle zu übertragen. Geht es um die Bestimmung des Umfangs einer Gegenleistung für eine bestimmte Leistung, so enthält das Gesetz in § 316 BGB eine Auslegungsvorschrift, nach der im Zweifel für diesen Fall das Leistungsbestimmungsrecht demjenigen zusteht, der die Gegenleistung zu fordern hat.
Regelungsbedürftig sind beim Leistungsbestimmungsrecht zwei Fragen: Nach welchen Kriterien ist die Leistung zu bestimmen und was gilt, wenn diese nicht eingehalten sind? Dies ergibt sich aus § 315 bis § 319 BGB.
Für die Bestimmung der Leistung durch eine Partei ist nach § 315 Abs. 1 BGB im Zweifel (also wenn die Parteien nicht eindeutig etwas Abweichendes vereinbaren) anzunehmen, dass die Leistungsbestimmung nach billigem Ermessen zu treffen ist. Entspricht die getroffene Bestimmung nicht der Billigkeit, ist sie nicht verbindlich. Dann kann der andere Vertragspartner das Gericht anrufen und die Bestimmung wird durch Urteil getroffen (§ 315 Abs. 3 BGB).
Steht das Leistungsbestimmungsrecht einem Dritten zu, so ist nach § 317 Abs. 1 BGB  ebenfalls im Zweifel anzunehmen, dass die Leistungsbestimmung nach billigem Ermessen zu treffen ist. Hier ist die Leistungsbestimmung des Dritten nicht bereits bei einfacher Unbilligkeit, sondern nur bei offenbarer Unbilligkeit unverbindlich mit der Folge, dass die Bestimmung durch gerichtliches Urteil getroffen werden kann (§ 319 Abs. 1 BGB).
Zu unterscheiden ist vom Leistungsbestimmungsrecht der Änderungsvorbehalt. Hier ist ein Leistungsinhalt ursprünglich bestimmt, es wird aber einer Vertragspartei das Recht vorbehalten, nachträglich die versprochene Leistung zu ändern oder von ihr abzuweichen. Solche Vereinbarungen sind im Rahmen der Vertragsfreiheit möglich. Wird der Änderungsvorbehalt in Allgemeinen 
Geschäftsbedingungen (AGB) vereinbart, enthält allerdings § 308 Nr. 4 BGB eine Einschränkung: Ein Änderungsvorbehalt zugunsten des Verwenders der AGB ist unwirksam, wenn die Vereinbarung der Änderung oder Abweichung unter Berücksichtigung der Interessen des Verwenders für den anderen Vertragsteil nicht zumutbar ist.